# Zehel
Zehel (hiszp. zéjel) – krótki utwór rymowany, przeznaczony do śpiewu, opierający się na powtarzaniu w ramach wiersza zasygnalizowanego na początku tematu, popularny w zarabizowanej Hiszpanii, związany z hiszpańsko-arabską kulturą ludową. W utworze takim poeta zamieszczał często motywy autobiograficzne, przedstawiając się z reguły jako biednego. 
Zehele wywodzą się prawdopodobnie jeszcze z końcowego okresu czasów rzymskich i śpiewanych ówcześnie pieśni na cześć świąt majowych. Na Półwyspie Iberyjskim spopularyzowała się ok. 900 roku, dzięki twórczości niewidomego pisarza, prawdopodobnie też żonglera, Mocadema z Cabry. Z czasem pieśń zaczęła być modyfikowana według wzorów poezji dworskiej i stała się znana również we Francji, szczególnie w jej południowej części, oraz we Włoszech. 
Znany jest zbiór 149 zeheli stworzonych przez Ibn Guzmana.